# Mésalliance (Stargate)
Mésalliance (1/2) et Mésalliance (2/2) sont des épisodes de la série télévisée Stargate SG-1. Ce sont les deux premiers épisodes de la saison 8 et les 155e et 156e épisodes de la série. Ces épisodes sont importants puisqu'ils introduisent aussi la série Stargate Atlantis.

## Distribution
- Richard Dean Anderson : Jack O'Neill
- Amanda Tapping : Samantha Carter
- Christopher Judge : Teal'c
- Michael Shanks : Daniel Jackson
- Torri Higginson : Elizabeth Weir
- Michael Shanks : Voix américaine de Thor
- Patrick Currie : Numéro 5
- Steve Bacic : Camulus
- Vince Crestejo : Yu
- Kira Clavell : Amaterasu
- Amanda Tapping : RépliCarter

## Scénario
L'alliance de tous les gouvernements au courant du projet Porte des Étoiles refuse que SG-1 se rende à l'avant-poste des Anciens en Antarctique afin de libérer O'Neill toujours en stase. Weir leur annonce également que la Porte des Étoiles n'a pas non plus le droit d'être utilisée car c'est un moyen de pression politique. Daniel annonce que les Asgard pourraient le sauver. Carter annonce que grâce au vaisseau qu'O'Neill a modifié ils peuvent s'y rendre, mais Weir leur annonce que ce vaisseau est l'un des seules armes de la Terre et refuse alors. Carter insiste et elle finit par accepter. Mais Carter annonce à Daniel que seuls Teal'c et elle y iront car le voyage est très dangereux en plus de vraisemblablement n'être qu'un aller simple. Seul Daniel pourrait sauver O'Neill s'ils n'en reviennent pas.

### Épisode 1
Sur Terre les négociations quant au sauvetage d'O'Neill n'avancent pas. Soudain, la Porte des Étoiles est activée de l'extérieur et ils reçoivent un message en Goa'uld. Il annonce que les grands maitres Goa'uld veulent négocier avec eux. Teal'c et Carter arrivent à destination, mais ils sont attirés par un Trou noir. Il semble que la planète Asgard ait disparue, emportée par le trou noir.
Sur Terre, Daniel et Weir décident de rencontrer les Goa'uld sur un terrain neutre puis s'ils ne sont pas armés de les envoyer sur terre. Le trou noir détruit le vaisseau de Teal'c et Carter, mais Thor les téléporte dans son vaisseau au dernier moment. Les Goa'uld acceptent la proposition des Terriens.
Thor ne peut intervenir pour O'Neill car il doit surveiller les réplicateurs à la surface de la planète où le temps est ralenti. Ces derniers ont survécu au trou noir que les Asgards ont provoqué pour s'en débarrasser (et qui a failli emporter Teal'c et Carter). Ces derniers sont dans un vaisseau qui réussit l'exploit de ressortir de l'horizon des événements du trou noir. Thor voyant le plan Asgard échouer décide de partir avec le vaisseau réplicateur à ses trousses qui réussit quand même à envoyer un projectile sur son vaisseau et à endommager sa coque. Cependant, Thor assure que ce tir contenait uniquement des réplicateurs et qu'ils envahissent son vaisseau.
Les quatre maîtres Goa'uld arrivent sur terre et annoncent que le Goa'uld Ba'al s'empare de trop de puissance et risquerait de contrôler toute la galaxie. Selon eux, Ba'al pense que les Asgards ne sont plus la race la plus puissante de la galaxie et se prépare à coloniser les planètes sous leur protection. Weir prétend que la Terre détient d'importants moyens de défense. Ils proposent à la Terre d'attaquer plutôt que de se défendre. Weir demande que s'ils aident les maîtres Goa'uld, ils reçoivent en récompense les territoires de Ba'al. Les grands maitres Goa'uld envoient des messages aux autres grands maîtres, messages dont Weir et Daniel possèdent une copie.
Carter et Teal'c explorent le vaisseau de Thor pour retrouver les Réplicateurs. Soudain Carter est téléportée sur le vaisseau réplicateur qui s'enfuit. Le vaisseau de Thor part à sa poursuite. Elle se retrouve face à Numéro 5, un réplicateur qu'elle avait trahi pour quitter la planète où le temps était ralenti. Thor et Teal'c ne peuvent rattraper le vaisseau réplicateur, mais Thor annonce qu'il doit détruire ce vaisseau car si les réplicateurs atteignent la planète Orilla, nouvelle planète mère des Asgards, ils pourront se répliquer ainsi que tuer tous les Asgards qui peuplent la planète. Cependant il reste des Réplicateurs dans le vaisseau, et Teal'c va à leur recherche.
Sur le vaisseau réplicateur numéro 5 ne cesse de torturer Carter. Thor et les Asgards détruisent alors le vaisseau à sa sortie d'hyperespace, avec Carter à son bord.
Sur Terre, Daniel a traduit la copie de message et découvre que les grands maitres Goa'uld croient, comme il l'espérait, qu'ils ont de nombreuses forces. Cependant, au moment où les Goa'uld s'apprêtent à repartir, il traduit un second message et empêche aussitôt les grands maîtres Goa'uld de partir : ces derniers comptent tester la puissance défensive des terriens et une flotte Goa'uld va attaquer la Terre dans une heure.

### Épisode 2
Les grands maîtres Goa'uld sont faits prisonniers.
Thor et Teal'c apprennent que tous les Réplicateurs n'ont pas été détruits et qu'ils commencent à prendre le contrôle de la nouvelle planète des Asgards, Orilla, sur laquelle ils tentaient de reconstruire leur civilisation. Le Prométhée détecte les vaisseaux Goa'uld qui arrivent dans l'espace, mais le vaisseau Daniel Jackson arrive avec Teal'c et Thor à son bord, le faisant fuir. Daniel et O'Neill, toujours en stase, sont téléportés dans le vaisseau.
Pendant ce temps, Carter se trouve avec son fiancé, Pete, dans une ferme. Cependant, elle se rend vite compte qu'elle est dans une illusion. Toutefois, Pete lui explique qu'elle a quitté le SGC il y a un an et qu'elle vit dorénavant avec lui. Elle fait régulièrement des cauchemars selon lui, et il ne s'agissait de rien de plus.
Sur le Daniel Jackson, Thor propose de télécharger l'esprit d'O'Neill dans le vaisseau mais Daniel refuse car ce serait dangereux pour lui qui était déjà avec un pied dans la tombe avant sa stase. Cependant, il le fait et la voix de O'Neill se répand dans tout le vaisseau. Il génère un hologramme de lui afin de leur parler. Il se met ensuite un construire un étrange objet.
Carter, toujours dans la ferme, pense toujours qu'elle est dans une illusion malgré les dires de Pete. Voyant qu'elle n'y croira pas, numéro 5 reprend sa forme pour lui dire qu'il l'aime.
Thor est forcé de ramener Jack à la vie en extrayant la banque de données Ancienne car cet état est dangereux pour lui. Il a tout oublié depuis le moment où il a mis sa tête dans la banque de données. Il ne sait à quoi sert la machine qu'il a construite. Les troupes Asgard annoncent que les Réplicateurs sont beaucoup plus organisés que d'habitude et Daniel comprend qu'ils sont dirigés par numéro 5.
Numéro 5 dit à Carter qu'il est tombé amoureux d'elle la première fois qu'il l'a vue et qu'il espérait qu'elle resterait avec lui dans cette illusion. Cependant lorsqu'elle annonce qu'il ne la rendra jamais heureuse, il décide alors de la faire souffrir pour l'éternité. Thor téléporte l'un des Réplicateurs humanoïdes dans le vaisseau alors qu'il est inconscient, espérant l'utiliser pour comprendre les motivations des Réplicateurs. Ils apprennent notamment que Carter est prisonnière des Réplicateurs. Soudain, le Réplicateur humanoïde se réveille et désactive le système de téléportation pour ne pas être téléporté hors du vaisseau. Les armes humaines sont inefficaces contre lui mais O'Neill, dans une intuition soudaine, s'empare de l'objet qu'il a créé pendant que sa conscience était dans la mémoire du vaisseau et tue d'un seul coup le Réplicateur, en coupant toutes les communications entre les blocs qui le constituent.
Thor téléporte Daniel, Jack et Teal'c près de la base des Réplicateurs sur la surface de Orilla. Ils ne tardent pas à être attaqués par les Réplicateurs. Grâce à l'arme de O'Neill, les humains prennent le dessus. Numéro 5 apparaît pour annoncer que s'ils tuent encore les siens, Carter mourra. De nombreux Réplicateurs approchent alors, mais les humains n'osent pas tirer. Les Réplicateurs ils arrivent sur eux ils passent à côté sans les toucher, fuyant visiblement quelque chose.
Dans son illusion, Carter appelle numéro 5 qui apparaît en lui disant qu'il faut fuir. Il annonce à Carter que malgré ses sommations SG-1 abat ses frères, disant que sa vie les importe peu. Cependant elle lui dit qu'ils savent qu'elle préfère mourir que de laisser les Réplicateurs agir et demande à l'humanité en lui de la laisser partir.
Thor annonce à SG-1 que les Réplicateurs ont fui. Ils trouvent alors Carter inconsciente à terre, indemne. Numéro 5 l'a laissée partir.
O'Neill est conviée à la maison-Blanche pour avoir une nouvelle fois sauvé la Terre. Weir le remercie personnellement d'avoir risqué sa vie, et lui annonce qu'elle va être mutée à l'avant-poste des Anciens (ce qui impliquera plus tard qu'elle sera à Atlantis. Elle lui dit aussi que George Hammond est nommé à la tête du Système de défense terrien, organisme nouvellement créé et rassemblant tous les moyens de défense de la Terre (vaisseaux spatiaux BC-303 et F-302, Stargate Command, etc.)
Elle lui annonce aussi que le nouveau commandant du SGC n'est autre que lui. Son premier acte en tant que chef du SGC est de nommer le major Carter au grade de lieutenant-Colonel.
Pendant ce temps, numéro 5 crée le RépliCarter.